# Francesca Dotto
Francesca Dotto (Camposampiero, 17 marzo 1993) è un'ex cestista italiana.
Playmaker di 169 cm, gioca in Serie A1 con l'Eirene Ragusa. Campionessa d'Italia per la prima volta con la stagione 2016/17 con la Gesam Basket Le Mura Lucca. Ha vinto l'Europeo Under-18 2010 in Slovacchia.

## Carriera
Cresciuta nel Mestrino, a 14 anni,  esordisce a San Martino di Lupari debuttando in A2 l'11 ottobre 2008. Entra nel giro della nazionale, grazie all'esperienza del College Italia. Quindi torna a San Martino di Lupari nel 2011. Il passaggio in A1 avviene nel 2012 a Lucca (esordio il 14 ottobre contro Schio) dove gioca per due stagioni. Nel 2014 si trasferisce alla Reyer Venezia.
Nel 2015 Si trasferisce nuovamente a Lucca. Il maggio 2017 diventa campione d'Italia per la prima volta con Le Mura.

## Statistiche

### Cronologia presenze e punti in Nazionale
| Cronologia completa delle presenze e dei punti in Nazionale - Italia | Cronologia completa delle presenze e dei punti in Nazionale - Italia | Cronologia completa delle presenze e dei punti in Nazionale - Italia | Cronologia completa delle presenze e dei punti in Nazionale - Italia | Cronologia completa delle presenze e dei punti in Nazionale - Italia | Cronologia completa delle presenze e dei punti in Nazionale - Italia | Cronologia completa delle presenze e dei punti in Nazionale - Italia | Cronologia completa delle presenze e dei punti in Nazionale - Italia |
| Data                                                                 | Città                                                                | In casa                                                              | Risultato                                                            | Ospiti                                                               | Competizione                                                         | Punti                                                                | Note                                                                 |
| -------------------------------------------------------------------- | -------------------------------------------------------------------- | -------------------------------------------------------------------- | -------------------------------------------------------------------- | -------------------------------------------------------------------- | -------------------------------------------------------------------- | -------------------------------------------------------------------- | -------------------------------------------------------------------- |
| 12-11-2012                                                           | Parma                                                                | Lavezzini Parma                                                      | 57 - 58                                                              | Italia                                                               | Amichevole                                                           | 5                                                                    | [ 6 ]                                                                |
| 10-12-2012                                                           | Orvieto                                                              | Ceprini Orvieto                                                      | 61 - 67                                                              | Italia                                                               | Amichevole                                                           | 5                                                                    | [ 7 ]                                                                |
| 21-1-2013                                                            | Chieti                                                               | CUS Chieti                                                           | 35 - 75                                                              | Italia                                                               | Amichevole                                                           | 13                                                                   | [ 8 ]                                                                |
| 18-5-2013                                                            | Bourg-en-Bresse                                                      | Francia                                                              | 72 - 43                                                              | Italia                                                               | Amichevole                                                           | 0                                                                    | [ 9 ]                                                                |
| 19-5-2013                                                            | Roanne                                                               | Francia                                                              | 67 - 39                                                              | Italia                                                               | Amichevole                                                           | 0                                                                    | [ 10 ]                                                               |
| 20-5-2013                                                            | Clermont-Ferrand                                                     | Francia                                                              | 82 - 58                                                              | Italia                                                               | Amichevole                                                           | 9                                                                    | [ 11 ]                                                               |
| 24-5-2013                                                            | Frosinone                                                            | Italia                                                               | 48 - 47                                                              | Bulgaria                                                             | Amichevole                                                           | 2                                                                    | [ 12 ]                                                               |
| 25-5-2013                                                            | Frosinone                                                            | Italia                                                               | 61 - 50                                                              | Bulgaria                                                             | Amichevole                                                           | 4                                                                    | [ 13 ]                                                               |
| 1-6-2013                                                             | Belgrado                                                             | Serbia                                                               | 53 - 73                                                              | Italia                                                               | Torneo amichevole                                                    | 14                                                                   | [ 14 ]                                                               |
| 2-6-2013                                                             | Belgrado                                                             | Canada                                                               | 50 - 52                                                              | Italia                                                               | Torneo amichevole                                                    | 6                                                                    | [ 15 ]                                                               |
| 5-6-2013                                                             | Mogilev                                                              | Ucraina                                                              | 69 - 60                                                              | Italia                                                               | Torneo amichevole                                                    | 14                                                                   | [ 16 ]                                                               |
| 6-6-2013                                                             | Mogilev                                                              | Bielorussia                                                          | 75 - 67                                                              | Italia                                                               | Torneo amichevole                                                    | 12                                                                   | [ 17 ]                                                               |
| 7-6-2013                                                             | Mogilev                                                              | Serbia                                                               | 73 - 62                                                              | Italia                                                               | Torneo amichevole                                                    | 4                                                                    | [ 18 ]                                                               |
| 15-6-2013                                                            | Vannes                                                               | Italia                                                               | 64 - 63                                                              | Svezia                                                               | EuroBasket 2013 - Prima fase Gruppo B                                | 8                                                                    | [ 19 ]                                                               |
| 16-6-2013                                                            | Vannes                                                               | Spagna                                                               | 71 - 59                                                              | Italia                                                               | EuroBasket 2013 - Prima fase Gruppo B                                | 12                                                                   | [ 20 ]                                                               |
| 17-6-2013                                                            | Vannes                                                               | Russia                                                               | 72 - 66                                                              | Italia                                                               | EuroBasket 2013 - Prima fase Gruppo B                                | 4                                                                    | [ 21 ]                                                               |
| 20-6-2013                                                            | Lilla                                                                | Turchia                                                              | 66 - 46                                                              | Italia                                                               | EuroBasket 2013 - Seconda fase Gruppo E                              | 6                                                                    | [ 22 ]                                                               |
| 22-6-2013                                                            | Lilla                                                                | Italia                                                               | 58 - 47                                                              | Slovacchia                                                           | EuroBasket 2013 - Seconda fase Gruppo E                              | 7                                                                    | [ 23 ]                                                               |
| 24-6-2013                                                            | Lilla                                                                | Italia                                                               | 66 - 60                                                              | Montenegro                                                           | EuroBasket 2013 - Seconda fase Gruppo E                              | 11                                                                   | [ 24 ]                                                               |
| 26-6-2013                                                            | Orchies                                                              | Serbia                                                               | 85 - 79                                                              | Italia                                                               | EuroBasket 2013 - Quarti di finale                                   | 7                                                                    | [ 25 ]                                                               |
| 27-6-2013                                                            | Orchies                                                              | Rep. Ceca                                                            | 72 - 68                                                              | Italia                                                               | EuroBasket 2013 - Semifinali finale 5º-8º                            | 11                                                                   | [ 26 ]                                                               |
| 29-6-2013                                                            | Orchies                                                              | Svezia                                                               | 77 - 60                                                              | Italia                                                               | EuroBasket 2013 - Finale 7º-8º                                       | 10                                                                   | [ 27 ]                                                               |
| 8-3-2014                                                             | Rimini                                                               | Italia                                                               | 56 - 62                                                              | World Stars                                                          | Amichevole                                                           | 11                                                                   | [ 28 ]                                                               |
| 17-5-2014                                                            | Pomezia                                                              | Italia                                                               | 51 - 59                                                              | Gran Bretagna                                                        | Amichevole                                                           | 12                                                                   | [ 29 ]                                                               |
| 23-5-2014                                                            | Castel San Pietro Terme                                              | Italia                                                               | 66 - 74                                                              | Bulgaria                                                             | Amichevole                                                           | 11                                                                   | [ 30 ]                                                               |
| 24-5-2014                                                            | Castel San Pietro Terme                                              | Italia                                                               | 77 - 79                                                              | Israele                                                              | Amichevole                                                           | 8                                                                    | [ 31 ]                                                               |
| 26-5-2014                                                            | Castel San Pietro Terme                                              | Italia                                                               | 58 - 50                                                              | Paesi Bassi                                                          | Amichevole                                                           | 9                                                                    | [ 32 ]                                                               |
| 30-5-2014                                                            | Louvain-la-Neuve                                                     | Ucraina                                                              | 85 - 56                                                              | Italia                                                               | Torneo amichevole                                                    | 6                                                                    | [ 33 ]                                                               |
| 31-5-2014                                                            | Louvain-la-Neuve                                                     | Belgio                                                               | 76 - 51                                                              | Italia                                                               | Torneo amichevole                                                    | 6                                                                    | [ 34 ]                                                               |
| 1-6-2014                                                             | Louvain-la-Neuve                                                     | Paesi Bassi                                                          | 57 - 55                                                              | Italia                                                               | Torneo amichevole                                                    | 4                                                                    | [ 35 ]                                                               |
| 8-6-2014                                                             | Lucca                                                                | Italia                                                               | 66 - 58                                                              | Estonia                                                              | Qual. Euro 2015 - Girone C                                           | 12                                                                   | [ 36 ]                                                               |
| 12-6-2014                                                            | Coimbra                                                              | Portogallo                                                           | 54 - 52                                                              | Italia                                                               | Qual. Euro 2015 - Girone C                                           | 6                                                                    | [ 37 ]                                                               |
| 15-6-2014                                                            | Riga                                                                 | Lettonia                                                             | 70 - 59                                                              | Italia                                                               | Qual. Euro 2015 - Girone C                                           | 2                                                                    | [ 38 ]                                                               |
| 18-6-2014                                                            | Riga                                                                 | Estonia                                                              | 45 - 52                                                              | Italia                                                               | Qual. Euro 2015 - Girone C                                           | 4                                                                    | [ 39 ]                                                               |
| 22-6-2014                                                            | Ragusa                                                               | Italia                                                               | 65 - 52                                                              | Portogallo                                                           | Qual. Euro 2015 - Girone C                                           | 20                                                                   | [ 40 ]                                                               |
| 25-6-2014                                                            | Ragusa                                                               | Italia                                                               | 83 - 68                                                              | Lettonia                                                             | Qual. Euro 2015 - Girone C                                           | 23                                                                   | [ 41 ]                                                               |
| 28-12-2014                                                           | Schio                                                                | Italia                                                               | 61 - 59                                                              | Russia                                                               | Torneo amichevole                                                    | 5                                                                    | [ 42 ]                                                               |
| 29-12-2014                                                           | Schio                                                                | Italia                                                               | 66 - 63                                                              | Romania                                                              | Torneo amichevole                                                    | 13                                                                   | [ 43 ]                                                               |
| 15-5-2015                                                            | Roma                                                                 | Italia                                                               | 41 - 46                                                              | Ungheria                                                             | Amichevole                                                           | 0                                                                    | [ 44 ]                                                               |
| 16-5-2015                                                            | Roma                                                                 | Italia                                                               | 62 - 53                                                              | Ungheria                                                             | Amichevole                                                           | 2                                                                    | [ 45 ]                                                               |
| 21-5-2015                                                            | Bucarest                                                             | Romania                                                              | 60 - 47                                                              | Italia                                                               | Torneo amichevole                                                    | 4                                                                    | [ 46 ]                                                               |
| 22-5-2015                                                            | Bucarest                                                             | Senegal                                                              | 64 - 59                                                              | Italia                                                               | Torneo amichevole                                                    | 5                                                                    | [ 47 ]                                                               |
| 28-5-2015                                                            | Pordenone                                                            | Italia                                                               | 65 - 77                                                              | Australia                                                            | Amichevole                                                           | 7                                                                    | [ 48 ]                                                               |
| 29-5-2015                                                            | Caorle                                                               | Italia                                                               | 51 - 54                                                              | Australia                                                            | Amichevole                                                           | 2                                                                    | [ 49 ]                                                               |
| 30-5-2015                                                            | Caorle                                                               | Italia                                                               | 72 - 56                                                              | Australia                                                            | Amichevole                                                           | 7                                                                    | [ 50 ]                                                               |
| 3-6-2015                                                             | Arras                                                                | Francia                                                              | 57 - 42                                                              | Italia                                                               | Torneo amichevole                                                    | 9                                                                    | [ 51 ]                                                               |
| 4-6-2015                                                             | Orchies                                                              | Canada                                                               | 67 - 62                                                              | Italia                                                               | Torneo amichevole                                                    | 0                                                                    | [ 52 ]                                                               |
| 5-6-2015                                                             | Villeneuve-d'Ascq                                                    | Italia                                                               | 62 - 68 dts                                                          | Polonia                                                              | Torneo amichevole                                                    | 8                                                                    | [ 53 ]                                                               |
| 11-6-2015                                                            | Oradea                                                               | Italia                                                               | 76 - 85 dts                                                          | Bielorussia                                                          | EuroBasket 2015 - Prima fase Girone B                                | 8                                                                    | [ 54 ]                                                               |
| 12-6-2015                                                            | Oradea                                                               | Grecia                                                               | 51 - 46                                                              | Italia                                                               | EuroBasket 2015 - Prima fase Girone B                                | 10                                                                   | [ 55 ]                                                               |
| 14-6-2015                                                            | Oradea                                                               | Italia                                                               | 66 - 55                                                              | Polonia                                                              | EuroBasket 2015 - Prima fase Girone B                                | 6                                                                    | [ 56 ]                                                               |
| 15-6-2015                                                            | Oradea                                                               | Turchia                                                              | 50 - 44                                                              | Italia                                                               | EuroBasket 2015 - Prima fase Girone B                                | 2                                                                    | [ 57 ]                                                               |
| 7-10-2015                                                            | Roma                                                                 | Italia                                                               | 66 - 79                                                              | Stati Uniti                                                          | Amichevole                                                           | 5                                                                    | [ 58 ]                                                               |
| 21-11-2015                                                           | Lucca                                                                | Italia                                                               | 121 - 38                                                             | Albania                                                              | Qual. Euro 2017 - Girone C                                           | 12                                                                   | [ 59 ]                                                               |
| 25-11-2015                                                           | Manchester                                                           | Gran Bretagna                                                        | 48 - 60                                                              | Italia                                                               | Qual. Euro 2017 - Girone C                                           | 2                                                                    | [ 60 ]                                                               |
| 20-2-2016                                                            | Schio                                                                | Italia                                                               | 57 - 56                                                              | Montenegro                                                           | Qual. Euro 2017 - Girone C                                           | 9                                                                    | [ 61 ]                                                               |
| 24-2-2016                                                            | Tirana                                                               | Albania                                                              | 40 - 86                                                              | Italia                                                               | Qual. Euro 2017 - Girone C                                           | 6                                                                    | [ 62 ]                                                               |
| 4-10-2016                                                            | Lucca                                                                | Italia                                                               | 45 - 80                                                              | LBF All Stars                                                        | Amichevole                                                           | 8                                                                    | [ 63 ]                                                               |
| 19-11-2016                                                           | Lucca                                                                | Italia                                                               | 71 - 52                                                              | Gran Bretagna                                                        | Qual. Euro 2017 - Girone C                                           | 7                                                                    | [ 64 ]                                                               |
| 23-11-2016                                                           | Podgorica                                                            | Montenegro                                                           | 66 - 57                                                              | Italia                                                               | Qual. Euro 2017 - Girone C                                           | 9                                                                    | [ 65 ]                                                               |
| 27-5-2017                                                            | Latina                                                               | Italia                                                               | 68 - 62                                                              | Belgio                                                               | Torneo amichevole                                                    | 0                                                                    | [ 66 ]                                                               |
| 28-5-2017                                                            | Latina                                                               | Italia                                                               | 50 - 65                                                              | Russia                                                               | Torneo amichevole                                                    | 3                                                                    | [ 67 ]                                                               |
| 2-6-2017                                                             | Roma                                                                 | Italia                                                               | 56 - 70                                                              | Grecia                                                               | Amichevole                                                           | 2                                                                    | [ 68 ]                                                               |
| 3-6-2017                                                             | Roma                                                                 | Italia                                                               | 70 - 59                                                              | Grecia                                                               | Amichevole                                                           | 0                                                                    | [ 69 ]                                                               |
| 9-6-2017                                                             | Mulhouse                                                             | Francia                                                              | 69 - 64                                                              | Italia                                                               | Torneo amichevole                                                    | 8                                                                    | [ 70 ]                                                               |
| 10-6-2017                                                            | Mulhouse                                                             | Spagna                                                               | 66 - 62                                                              | Italia                                                               | Torneo amichevole                                                    | 6                                                                    | [ 71 ]                                                               |
| 16-6-2017                                                            | Hradec Králové                                                       | Bielorussia                                                          | 60 - 80                                                              | Italia                                                               | EuroBasket 2017 - Prima fase Girone B                                | 5                                                                    | [ 72 ]                                                               |
| 17-6-2017                                                            | Hradec Králové                                                       | Italia                                                               | 53 - 54                                                              | Turchia                                                              | EuroBasket 2017 - Prima fase Girone B                                | 4                                                                    | [ 73 ]                                                               |
| 19-6-2017                                                            | Hradec Králové                                                       | Slovacchia                                                           | 61 - 68                                                              | Italia                                                               | EuroBasket 2017 - Prima fase Girone B                                | 11                                                                   | [ 74 ]                                                               |
| 20-6-2017                                                            | Hradec Králové                                                       | Italia                                                               | 49 - 48                                                              | Ungheria                                                             | EuroBasket 2017 - Qualif. ai quarti di finale                        | 12                                                                   | [ 75 ]                                                               |
| 22-6-2017                                                            | Praga                                                                | Belgio                                                               | 79 - 66                                                              | Italia                                                               | EuroBasket 2017 - Quarti di finale                                   | 0                                                                    | [ 76 ]                                                               |
| 24-6-2017                                                            | Praga                                                                | Lettonia                                                             | 68 - 67                                                              | Italia                                                               | EuroBasket 2017 - Semifinali finale 5º-8º                            | 4                                                                    | [ 77 ]                                                               |
| 25-6-2017                                                            | Praga                                                                | Italia                                                               | 71 - 54                                                              | Slovacchia                                                           | EuroBasket 2017 - Finale 7º-8º                                       | 2                                                                    | [ 78 ]                                                               |
| 11-11-2017                                                           | Skopje                                                               | Macedonia del Nord                                                   | 52 - 61                                                              | Italia                                                               | Qual. Euro 2019 - Girone H                                           | 7                                                                    | [ 79 ]                                                               |
| 15-11-2017                                                           | San Martino di Lupari                                                | Italia                                                               | 71 - 83                                                              | Croazia                                                              | Qual. Euro 2019 - Girone H                                           | 7                                                                    | [ 80 ]                                                               |
| 10-2-2018                                                            | Borås                                                                | Svezia                                                               | 47 - 69                                                              | Italia                                                               | Qual. Euro 2019 - Girone H                                           | 11                                                                   | [ 81 ]                                                               |
| 14-2-2018                                                            | Pavia                                                                | Italia                                                               | 93 - 33                                                              | Macedonia del Nord                                                   | Qual. Euro 2019 - Girone H                                           | 12                                                                   | [ 82 ]                                                               |
| 18-8-2018                                                            | Vicenza                                                              | Italia                                                               | 74 - 37                                                              | W.F. Dem. Deacons                                                    | Amichevole                                                           | 2                                                                    | [ 83 ]                                                               |
| 21-8-2018                                                            | Anglet                                                               | Francia                                                              | 74 - 53                                                              | Italia                                                               | Amichevole                                                           | 11                                                                   | [ 84 ]                                                               |
| 27-8-2018                                                            | La Spezia                                                            | Italia                                                               | 53 - 43                                                              | Israele                                                              | Amichevole                                                           | 17                                                                   | [ 85 ]                                                               |
| 28-8-2018                                                            | La Spezia                                                            | Italia                                                               | 58 - 46                                                              | Israele                                                              | Amichevole                                                           | 4                                                                    | [ 86 ]                                                               |
| 17-11-2018                                                           | Slavonski Brod                                                       | Croazia                                                              | 52 - 64                                                              | Italia                                                               | Qual. Euro 2019 - Girone H                                           | 13                                                                   | [ 87 ]                                                               |
| 21-11-2018                                                           | La Spezia                                                            | Italia                                                               | 62 - 56                                                              | Svezia                                                               | Qual. Euro 2019 - Girone H                                           | 6                                                                    | [ 88 ]                                                               |
| 1-6-2019                                                             | Ponzano Veneto                                                       | Italia                                                               | 99 - 77                                                              | Ucraina                                                              | Amichevole                                                           | 16                                                                   | [ 89 ]                                                               |
| 8-6-2019                                                             | Saragozza                                                            | Belgio                                                               | 49 - 60                                                              | Italia                                                               | Torneo amichevole                                                    | 2                                                                    | [ 90 ]                                                               |
| 9-6-2019                                                             | Saragozza                                                            | Russia                                                               | 62 - 54                                                              | Italia                                                               | Torneo amichevole                                                    | 0                                                                    | [ 91 ]                                                               |
| 14-6-2019                                                            | Broni                                                                | Italia                                                               | 71 - 67                                                              | Bielorussia                                                          | Amichevole                                                           | 2                                                                    | [ 92 ]                                                               |
| 15-6-2019                                                            | Parma                                                                | Italia                                                               | 73 - 56                                                              | Bielorussia                                                          | Amichevole                                                           | 9                                                                    | [ 93 ]                                                               |
| 21-6-2019                                                            | Wevelgem                                                             | Belgio                                                               | 79 - 76                                                              | Italia                                                               | Amichevole                                                           | 4                                                                    | [ 94 ]                                                               |
| 27-6-2019                                                            | Niš                                                                  | Turchia                                                              | 54 - 57                                                              | Italia                                                               | EuroBasket 2019 - Primo turno, Gruppo C                              | 6                                                                    | [ 95 ]                                                               |
| 28-6-2019                                                            | Niš                                                                  | Italia                                                               | 51 - 59                                                              | Ungheria                                                             | EuroBasket 2019 - Primo turno, Gruppo C                              | 0                                                                    | [ 96 ]                                                               |
| 30-6-2019                                                            | Niš                                                                  | Italia                                                               | 75 - 57                                                              | Slovenia                                                             | EuroBasket 2019 - Primo turno, Gruppo C                              | 18                                                                   | [ 97 ]                                                               |
| 2-7-2019                                                             | Belgrado                                                             | Italia                                                               | 54 - 63                                                              | Russia                                                               | EuroBasket 2019 - Qualif. ai quarti di finale                        | 6                                                                    | [ 98 ]                                                               |
| 14-11-2019                                                           | Cagliari                                                             | Italia                                                               | 52 - 62                                                              | Rep. Ceca                                                            | Qual. Euro 2021 - Girone D                                           | 13                                                                   | [ 99 ]                                                               |
| 17-11-2019                                                           | Gentofte                                                             | Danimarca                                                            | 72 - 82                                                              | Italia                                                               | Qual. Euro 2021 - Girone D                                           | 7                                                                    | [ 100 ]                                                              |
| Totale                                                               |                                                                      | Presenze                                                             | 95                                                                   |                                                                      | Punti                                                                | 674                                                                  |                                                                      |

## Palmarès

### Squadra
- Campionato italiano: 4
Le Mura Lucca: 2016-17
Famila Schio: 2017-18, 2018-19, 2021-22
- Supercoppa italiana: 4
Famila Schio: 2017, 2018, 2019, 2021
- Coppa Italia: 3
Famila Schio: 2018, 2021, 2022

### Nazionale
- Europeo Under-18: 1
Nazionale italiana: Slovacchia 2010

### Individuale
- Premio Reverberi (Miglior giocatrice): 2014-15[101]